# Sint-Gertrudis-Pede
Sint-Gertrudis-Pede is een dorp in het Vlaams-Brabantse Schepdaal, dat op zijn beurt een deelgemeente is van Dilbeek gelegen in het Pajottenland.

## Etymologie
Volgens de legende was Sint-Gertrudis, abdis van Nijvel, onderweg naar Lennik toen haar koets in de modder bleef steken. Ze was daarom verplicht haar weg te voet verder te zetten. De naam Pede zou dan komen van de latijnse vertaling van "te voet".

## Geschiedenis
Sint-Gertrudis-Pede ontstond rond de plaats waar verschillende kleine beekjes samenvloeien om de Pedebeek te vormen. De grootste zijwaterloop is de Laarbeek. Rond deze beekjes lagen er drie versterkte hoeves, die oorspronkelijk van de abdij van Nijvel afhingen, en later van de Heren van Gaasbeek.
Het dorp werd nooit een onafhankelijke gemeente, hoewel dit wel bijna het geval was. Op 19 mei 1893 werd het aangenomen in de Kamer van volksvertegenwoordigers, maar afgewezen in de Senaat door een discussie over in welk kanton de nieuwe gemeente zou moeten worden ingedeeld. 
In 1890 werd Sint-Gertrudis-Pede een autonome parochie, die zich uitstrekte over de gemeenten Schepdaal, Itterbeek, Sint-Martens-Lennik en Vlezenbeek.
Er bestonden twee lambiekbrouwerijen, Goossens en De Neve, overgenomen door Brouwerij Belle-Vue (Brussel).
In 1977 werd het als deel van Schepdaal deel van Dilbeek.

## Monumenten en bezienswaardigheden
- De Watermolen Sint-Gertrudis-Pede

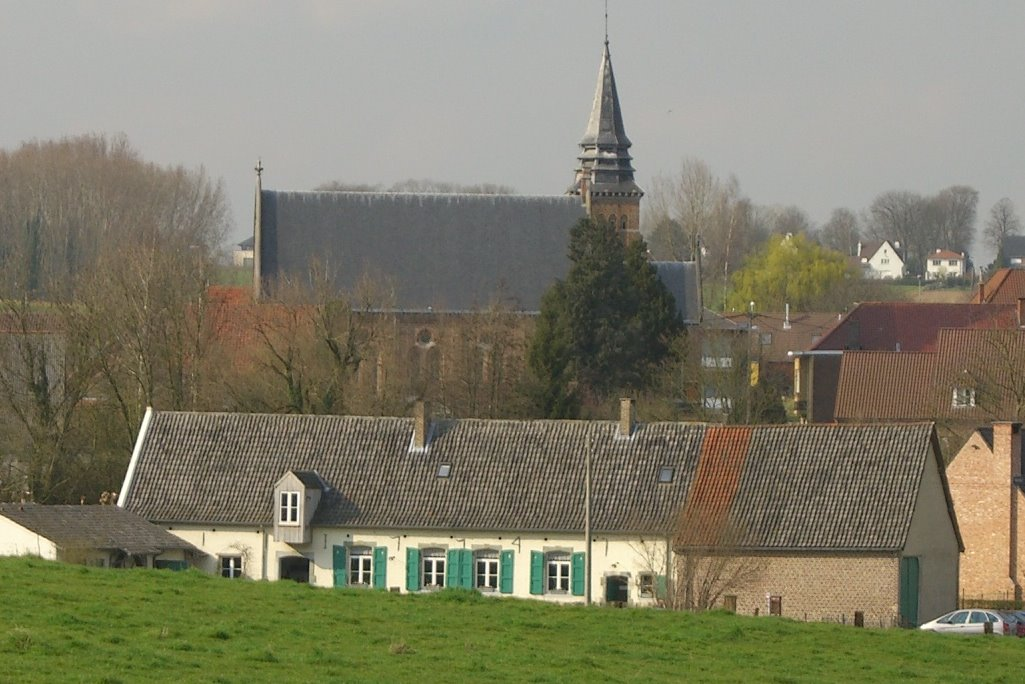
watermolen van Pede

- De Sint-Gertrudiskerk, een neogotische kerk uit 1907 na de verwoesting van de oorspronkelijke kerk op bevel van de Franse overheid in 1798. De eerste vermelding op deze plaats was van een kapel uit 1380.

## Natuur en landschap
Sint-Gertrudis-Pede ligt aan de Pedebeek op een hoogte van ongeveer 35 meter. Men kan er de Pedemolenwandeling maken.

## Geboren in Sint-Gertrudis-Pede
- Urbanus, 7 juni 1949, Vlaamse komiek

## Nabijgelegen kernen
Schepdaal, Sint-Martens-Lennik, Vlezenbeek, Sint-Anna-Pede